# Диалектен континуум
Диалектен континуум е съвкупност от териториални диалекти в голяма географска област, които плавно преливат един в друг. Всеки диалект има свой ограничен район на разпространение, има малки разлики с диалектите в прилежащите райони и е разбираем за говорещите ги. Разбираемостта между отдалечените диалекти намалява с нарастване на разстоянието между географските райони. При достатъчно голяма област крайните диалекти може да бъдат неразбираеми един за друг.

## Континууми в славянските езици

### Български диалектен континуум
Българският диалектен континуум е съвкупността от всички говори в българския език. Той включва североизточните (мизийски и балкански), югоизточните (източни рупски, родопски и западни рупски), югозападните (северна група, централна група и крайни говори) и северозападните (западни мизийски, погранични и преходни). Българските говори в Банат и Бесарабия не са част от диалектния континуум, защото са отдалечени от българското езиково землище.
Българският диалектен континуум има само един абщанд-език („отстоящ“ език) по аусбау-парадигмата, но с кодифицирането на македонския език в Северна Македония в него се въвежда втори дах-език („обединяващ“ език). Той е част от по-големия балкански езиков континуум.

### Балкански езиков континуум
Балканският езиков континуум е съвкупността на славянските езици от източните до западните части на Балканския полуостров и техните диалекти. Той е съставен от различните диалекти на средновековния южнославянски език, които впоследствие се развиват до самостоятелни езици.
Пограничните и преходни говори на българския език се разглеждат също от сръбската диалектология, с което двата езика постепенно преливат един в друг (виж Торлашки диалект). Сръбският език е разновидност на общия до края на XX век сърбохърватски език.

### Сърбо-хърватски диалектен континуум
В сърбо-хърватския диалектен континуум се включват сръбския, босненския и хърватския езици. В тях се разглеждат три основни диалектни групи в зависимост от изговора на въпросително-относителното местоимение što/kaj/ča (съответно щокавски, кайкавски и чакавски диалекти) и в зависимост от гласната i/je/e (икавски, йекавски и екавски изговори). По островите в Адриатическо море се наблюдават също диалекти с влияние на италианския език. Щокавският йекавски диалект става основа за съвременния книжовен хърватски и за босненския езици.

## Континууми в германските езици

### Германски езиков континуум
Различните диалекти на западногерманските езици без английския образуват диалектен континуум върху териториите на днешните държави Австрия (изцяло), Белгия (северната част на страната), Германия (изцяло), Франция (в Елзас и Лотарингия, както и в малка област в северната част на страната), Лихтенщайн, Люксембург, Нидерландия (изцяло), Италия (много малка област в северната част) и Швейцария (по-голямата част от страната).
Обособени са две основни книжовни форми:
- немски език, имащ статут на официален в Австрия, Германия, Елзас и Лотарингия, Швейцария и трите немскоговорещи кантона на Белгия
- нидерландски език, който е официален в Нидерландия и Северна Белгия.

Разположен между тях е фризийският език, който заедно с лимбургския ги свързва.

### Скандинавски езиков континуум
Германските скандинавски езици (без финландския) също образуват диалектен континуум от шведския език и датския език на изток (свързани посредством сконските диалекти) през норвежкия и фарьорския до исландския на запад.

## Арабски диалектен континуум
Арабският език се разпространява по времето на халифата от Месопотамия до Мароко, ограничен на север от Средиземно море и на юг от Сахара.